# أليز ليبن أيست كامبف
أليز ليبن أيست كامبف (بالإنجليزية: All Life is Struggle) هو فيلم دعائي اشتراكي وطني (نازي) تم إنتاجه في عام 1937، من إخراج هربرت جيرديس، ودبليو هوتيغ.
يدور هذا الفيلم حول المعاقين، وتم تمرير قانون الوقاية من ذرية الموروثة لوقف الإعاقة التي تؤثر على الأجيال الأخرى من خلال التعقيم القسري. وفي الوقت نفسه، دعت الألمان الأصحاء إلى التكاثر لتجنب وفاة شعبهم. كانت واحدة من ستة أفلام دعائية أنتجها الحزب النازي،مكتب السياسة العنصرية من 1935-1937 لتشويه سمعة الأشخاص في ألمانيا الذين تم تشخيصهم باضطراب نفسي وتخلف عقلي.
هذا الفيلم على نفس غرار اربركانك (1936) الذي أخرجه هربرت جيرديس بالمثل.

## روابط خارجية
- أليز ليبن أيست كامبف على موقع IMDb (الإنجليزية)
- أليز ليبن أيست كامبف على موقع قاعدة بيانات الفيلم (الإنجليزية)
- أليز ليبن أيست كامبف على موقع ليتربوكسد (الإنجليزية)
- أليز ليبن أيست كامبف  في قاعدة بيانات الأفلام على الإنترنت (بالإنجليزية)
- Alles Leben ist Kampf عبر محرقة سينمائية

تنزيل مجاني من أرشيف الإنترنت